# Бојан Илић
Бојан Илић (Крагујевац, 20. јул 1974) је српски спортски функционер.

## Биографија
Основну и средњу економску школу завршио у Крагујевцу, факултет у Београду где стиче звање дипломираног планско-процесног менаџера. Завршио је и струковне студије менаџмента у спорту.
Играо у млађим категоријама у ФК Раднички и ФК Црвена застава.
Од  2009. године похађа обуке за спровођење политичких кампања, а након завршетка истих стечено знање преноси политичким организацијама у Србији.
У периоду 2015-2019. година, обављао је функцију потпредседника ЖФК Црвена звезда.
Након резултатског и финансијског краха крагујевачких спортских клубова, град Крагујевац оснива Спортско привредно друштво Раднички и преузима над њим оснивачка права. Осим делатности спортских клубова, друштво је започело и обављање делатности спортских објеката. На позив Радомира Николића, тадашњег градоначелника, Бојан Илић 12. фебруара 2019. године постаје први директор, у том тренутку првог и јединог СПД-а у Србији организованог на овакав начин.
За веме његовог мандата 12.2.2019–6.8.2021. враћена су вишемилионска дуговања одбојкашких, ватерполо, кошаркашких и рукометних клубова. Шест клубова су изборила пласман у виши ранг. У другој сезони три клуба су изборила учешће у евопским такмичењима. Доведени су вишемилионски спонзори у клуб: СББ, Дунав осигурање.
У том периоду СПД Раднички осваја регионалну лигу, првенство, куп и игра још 4 завршнице купа. Свако ко је тренирао у млађим категоријама Радничког (преко 500 дечака и девојчица) имо је право на бесплатно учење страног језика, помоћ у школи, припремну наставу за полагање мале матуре и пријемног испита за факултете, обезбеђени су бесплатни надзор лекара, специјалиста, педагога и других здравствених и социјалних услуга.
Добитник је награде за друштвено најкориснији спортски клуб у Србији.
17.6.2021. године, непосредно пре одласка Бојана Илића из клуба, СПД Раднички је пословао позитивно и укњижио финансијску добит.
Тренутно обавља функцију члана Управног одбора ФК Крагујевац.

## Спортски функционер
- У периоду од 2015-2019. године обављао је функцију потпредседника ЖФК Црвена звезда.
- У периоду од 12.02.2019–06.08.2021. године био је директор СПД Раднички Крагујевац
- Члан Управног одбора ФК Крагујевац

## Остало
Живи у Крагујевцу са супругом Марином Митровић, од деце имају синове Михајла, Димитрија и Алексу.
Хоби му је компоновање музике.